# ジェフ・ウィリアムス
ジェフリー・フランシス・ウィリアムス（Jeffrey Francis "Jeff" Williams, 1972年6月6日 - ）は、オーストラリア・キャンベラ出身の元プロ野球選手（投手）。左投右打。
メジャーリーグのロサンゼルス・ドジャースを経て、NPBの阪神タイガースに7年間在籍。主に中継ぎ・抑え投手として活躍した。引退後は阪神の駐米スカウトを務めている。

## 経歴

### メジャー時代
9歳からティーボール、11歳から野球を始め、ベルコネン高校時代にはキャンベラのクラブチームに所属。そこで優秀な左投手と評判になった。これを聞きつけたメジャーリーグ関係者からアメリカ留学を薦められた。地元のホーカー大学からサウスイースタン・ルイジアナ大学に進学し、心理学を専攻。4年生の時には全米大学リーグのナショナルチームにも選出された。また1996年アトランタオリンピックのオーストラリア代表として活躍し、日本戦では2番手として投げ、勝利投手になった。翌年の1997年にスペインで行われた第13回IBAFインターコンチネンタルカップにも代表として出場し準決勝の日本戦では先発のマウンドに上がったが2回に大量8失点し敗戦投手となった。
その後、ドラフト外でドジャースと契約。1999年にメジャー昇格し、オーストラリア人9人目のメジャーリーガーとなった。メジャーデビューは同年9月12日、ドジャー・スタジアムでの対ニューヨーク・メッツ戦で、9回表にドジャースの5番手投手として登板し、最初の打者ロビン・ベンチュラを四球で歩かせた。同じ試合で、後に千葉ロッテマリーンズに所属したベニー・アグバヤニとも対戦し三ゴロに仕留めた。これがウィリアムスが討ち取ったメジャーにおける初アウトである。また当時のメッツには、ボビー・バレンタイン監督や控え選手のマット・フランコもいたが、のちに彼らとは日本の交流戦や日本シリーズなどで顔を合わせることになった。
2001年のシーズン終盤、ジム・コルボーンコーチの指示によりサイドスローに転向。2002年にはドジャース傘下の3Aラスベガスでリーグ最多の28セーブを記録した。
MLBにおける最後の被本塁打は2002年5月23日、ミラー・パークでの対ミルウォーキー・ブルワーズ戦で、打者は後に中日ドラゴンズ・広島東洋カープでプレーするアレックス・オチョアである。また、この試合のドジャースの先発は同年ヤクルトスワローズから移籍してきた石井一久であり、石井はこの試合で7勝目を挙げている。

### 阪神時代
2002年12月6日、阪神に入団。入団当初はセットアッパーとして起用されていたが、開幕当初にクローザーとして起用されていたルー・ポートの不調から急遽クローザーを務めることとなった。2003年は52試合に登板して防御率1.54, 25セーブを挙げチームのリーグ優勝に貢献。日本シリーズでは、福岡ダイエーホークス監督の王貞治をして「あのピッチャーが出てくるのは嫌だ」と言わしめた。
2004年はアテネオリンピックのオーストラリア代表として出場。阪神での役割ではないロングリリーフを任せられ、決勝トーナメント準決勝では先発したクリス・オクスプリングの後をうけ登板、日本代表を沈黙させ、代表の銀メダルに貢献した。しかし、シーズンでは安藤優也との左右のダブルストッパー策が失敗し、成績が悪化。51試合に登板したが4敗を喫し、防御率も3.28と昨年から数字を落としたため阪神との契約継続は微妙だった。それでも、オリンピックでの活躍を評価され、契約に行き着き、同年のシーズンオフには阪神の外国人投手としては初となる複数年契約（2年）を結んだ。
2005年はセットアッパー専任となり、藤川球児、久保田智之とともにJFKと呼ばれる阪神の最強リリーフ陣を形成、再び優勝に貢献。75試合に登板し、2004年にブライアン・シコースキーが記録した外国人選手年間最多登板数の62試合を更新。80試合に登板した藤川とともに史上初となるチーム70試合登板コンビとなる。同年11月に持病の左膝半月板の手術を受けた。WBCオーストラリア代表に内定していたものの手術後であるために辞退。
2006年は春季キャンプ中に再び左膝に痛みを訴え、同年3月に2度目の内視鏡による左膝半月板の修復手術を受けた。シーズン開幕こそ間に合わなかったものの5月31日の対東北楽天ゴールデンイーグルス戦で復帰すると、前年のシーズン同様、安定した成績でチームを支えた。同年のシーズンオフにはメジャーリーグ球団からの入団オファーがあったものの藤川・矢野輝弘・金本知憲らチームメイトの引き留めとチームへの愛情から残留を決断した。
2007年もJFKの一角として引き続きセットアッパーを務め、現行のホールドポイント制になり、最初の100ホールドポイント達成投手となる。5月3日の横浜戦（横浜）で村田修一にソロホームランを喫してから9月18日の巨人戦（甲子園）で二岡智宏にタイムリーを打たれるまでは4か月以上に渡り自責点1を守った。シーズン終盤には失点を許す場面が増えたものの最終的に60試合に登板して1勝2敗、防御率0.96という好成績を残した。前年のシーズンよりもリリース時の肘の高さを高くすることによりストレートが速くなり、切れ味の良いスライダーもより威力を発揮したことが好調の要因とし、本人が挙げている。さらに自らのクロスして入ってくるストレートは、抑えの藤川のホップするストレートをより速く見せるのに有効であるとも話している。
2008年は前年のシーズンから一転し、勝負どころで初球を痛打される場面が目立ち、防御率3.09と前年から2点以上悪化。55試合に登板して自己最多の5勝を挙げたが、自己ワーストタイの4敗を喫するなど不安定な投球が目立った。それでも球威の強さは健在で、奪三振率が10.58とキャリア平均を上回る好成績を残し、JFKの一角としての面目を保った。
2009年からは2年契約を結んだが、37歳という年齢と推定年俸が200万ドルと高いことから、2年目の契約更新は阪神球団が選択権を持つ形（事実上オプション）となった。シーズンでは6月下旬に左肩を痛め、一軍登録を抹消。7月に一軍へ復帰したものの再び一軍登録を抹消された。その後は二軍で調整を続けていたが、8月下旬に手術のため帰国。球団は「肩のリハビリに相当時間がかかり、来期の戦力には厳しい」と判断し、11月6日に正式に退団が発表された。阪神での7年の在籍期間はジーン・バッキーと並び、ランディ・メッセンジャーに次ぎ、阪神の外国人投手として2番目に長い契約期間である。
2010年に阪神首脳から駐米スカウト就任を打診されたが、「再びタイガースのユニフォームを着たい」と現役復帰を目指し、リハビリを続けた。一時は怪我の回復具合もよくなり投球練習もしていたが、それから間もないうちに左肩故障が再発し、2011年2月14日に現役引退を表明。阪神時代に記録した通算141ホールド・154ホールドポイントは、共に浅尾拓也によって更新されるまで日本プロ野球記録だった。
2011年3月、阪神の駐米スカウトに就任。

## 選手としての特徴
投球フォームはサイドスローで、2009年には球速156 km/hを計測。変化球はスライダーを決め球としていた。
日本で対戦した多くの左打者が、苦手だった投手にウィリアムスの名前を挙げている。阿部慎之助は「ウィリアムスのスライダーは止まって消える」、森野将彦は「動く速球は狙っても仕留められず絶望感があった」、石井琢朗は「サイドからの速球は恐怖を感じるほどで、ウィリアムスを得意としていたバッターはいないと思う」と語っている。
「プライドが高い」「年俸などの契約で揉める」といったことがほとんどなく、2005年にまだ実績のなかった久保田が抑えに抜擢された際にも、「最善の策」とウィリアムスは快くセットアッパーを引き受けた。

## ドーピング疑惑問題
2007年12月13日に公表されたメジャーリーグの薬物使用実態調査「ミッチェル報告書」において、薬物の取引に関与した選手としてウィリアムスの名前があげられた。同報告書では、ニューヨーク・メッツの元職員で、薬物の違法取引で逮捕されたカーク・ラドムスキが、ステロイドホルモン剤をウィリアムスに販売したと証言している。「送金者ジェフ・ウィリアムス」「受取人カーク・ラドムスキ」と記載された1,820ドルの小切手（オフィシャルチェック）の日付は、阪神在籍中の2004年12月10日であった。小切手にはヒト成長ホルモンを購入した記録も残っていた。ラドムスキの住居から連邦捜査官が押収したアドレス帳に、ウィリアムスの名前、住所、電話番号が記されていた。ウィリアムスはこの証言について話し合いを求められたが、要求に回答しなかった。
ミッチェル報告書では、ウィリアムスがアルバカーキ・デュークスに所属していた1999年にも薬物を使用していたことが、当時デュークスのコーチをしていたトッド・セイラーの証言を基に述べられている。当時のデュークスはロサンゼルス・ドジャース傘下のAAA級チームであり、セイラーの証言によると、1999年5月ごろから、ウィリアムスとチームメイトのマット・ハージェス、ポール・ロデューカ、マイク・ジャッド、リッキー・ストーンの5選手は、最高の体調でドジャースに昇格するために薬物を使用することをセイラーに相談していた。1999年7月にウィリアムスら5選手とセイラーは、ストーンのアパートに集まり、ステロイドを注射した。ウィリアムスとハージェスがステロイドを臀部に注射しているところを、セイラーは目撃した。ウィリアムスら5選手は、ステロイドの効果を高めるためにセイラーが作成したトレーニング・プログラムの提供を受けた。なお、ハージェスとロデューカは、ウィリアムスと同様にカーク・ラドムスキから薬物を購入した選手としても名前を挙げられている。
阪神球団社長の南信男によると、ウィリアムスは日本において2006年5月31日にオーストラリアオリンピック委員会、7月15日に日本野球機構によるドーピング検査を受けているのに加え、2004年アテネオリンピックの際にもドーピング検査を受けており、3回とも検査の結果は陰性であった。阪神はウィリアムスの潔白という主張を信じるとして、2007年12月19日にウィリアムスとの契約更新を発表した。ただし、アテネオリンピックでヒト成長ホルモンを検出可能であった尿検査は一部競技に限られていたとされており、野球においてヒト成長ホルモンの検査が行われていたかは不明。
ウィリアムス自身は、2008年1月15日、自らの公式ウェブサイト上で「僕はステロイドを使っていない」と主張した。同年1月29日に日本に到着した直後、関西国際空港で "I don't take steroids"（私はステロイドを使用していない）とプリントされたTシャツを着用して会見を行い、公式サイトと同様の主張を繰り返した上で、ミッチェル報告書にコピーが掲載された小切手について代理人に調査を依頼したと述べた。一方、告訴など法的な手続きについては今のところ考えていないと話した。
2008年2月13日、ミッチェル報告書においてウィリアムスと一緒にステロイドを注射したとされたマット・ハージェス、同16日にはポール・ロデューカが同報告書に関する声明を発表、過去の薬物使用（ロデューカは「過去の誤り」と称している）を認め、謝罪した。

## 詳細情報

### 年度別投手成績
| 年 度    | 球 団    | 登 板 | 先 発 | 完 投 | 完 封 | 無 四 球 | 勝 利 | 敗 戦 | セ 丨 ブ | ホ 丨 ル ド | 勝 率 | 打 者 | 投 球 回 | 被 安 打 | 被 本 塁 打 | 与 四 球 | 敬 遠 | 与 死 球 | 奪 三 振 | 暴 投 | ボ 丨 ク | 失 点 | 自 責 点 | 防 御 率 | W H I P |
| -------- | -------- | ----- | ----- | ----- | ----- | -------- | ----- | ----- | -------- | ----------- | ----- | ----- | -------- | -------- | ----------- | -------- | ----- | -------- | -------- | ----- | -------- | ----- | -------- | -------- | ------- |
| 1999     | LAD      | 5     | 3     | 0     | 0     | 0        | 2     | 0     | 0        | 0           | 1.000 | 73    | 17.2     | 12       | 2           | 9        | 0     | 0        | 7        | 0     | 0        | 10    | 8        | 4.08     | 1.19    |
| 2000     | LAD      | 7     | 0     | 0     | 0     | 0        | 0     | 0     | 0        | 0           | ----  | 35    | 5.2      | 12       | 1           | 8        | 0     | 0        | 3        | 0     | 0        | 11    | 10       | 15.88    | 3.53    |
| 2001     | LAD      | 15    | 1     | 0     | 0     | 0        | 2     | 1     | 0        | 0           | .667  | 109   | 24.1     | 26       | 5           | 17       | 1     | 1        | 9        | 1     | 0        | 18    | 17       | 6.29     | 1.77    |
| 2002     | LAD      | 10    | 0     | 0     | 0     | 0        | 0     | 0     | 0        | 0           | ----  | 54    | 10.0     | 15       | 2           | 7        | 0     | 1        | 11       | 1     | 0        | 13    | 13       | 11.70    | 2.20    |
| 2003     | 阪神     | 52    | 0     | 0     | 0     | 0        | 1     | 1     | 25       | --          | .500  | 207   | 52.2     | 36       | 5           | 13       | 3     | 7        | 57       | 2     | 0        | 9     | 9        | 1.54     | 0.93    |
| 2004     | 阪神     | 51    | 0     | 0     | 0     | 0        | 2     | 4     | 14       | --          | .333  | 199   | 46.2     | 40       | 4           | 19       | 0     | 4        | 56       | 0     | 0        | 20    | 17       | 3.28     | 1.26    |
| 2005     | 阪神     | 75    | 0     | 0     | 0     | 0        | 3     | 3     | 0        | 37          | .500  | 311   | 76.2     | 58       | 4           | 24       | 2     | 2        | 90       | 0     | 0        | 20    | 18       | 2.11     | 1.07    |
| 2006     | 阪神     | 47    | 0     | 0     | 0     | 0        | 3     | 2     | 3        | 26          | .600  | 195   | 47.1     | 37       | 1           | 15       | 2     | 4        | 49       | 0     | 0        | 11    | 10       | 1.90     | 1.10    |
| 2007     | 阪神     | 60    | 0     | 0     | 0     | 0        | 1     | 2     | 0        | 42          | .333  | 247   | 65.1     | 42       | 2           | 16       | 1     | 0        | 66       | 0     | 0        | 9     | 7        | 0.96     | 0.89    |
| 2008     | 阪神     | 55    | 0     | 0     | 0     | 0        | 5     | 4     | 5        | 25          | .556  | 236   | 55.1     | 54       | 3           | 15       | 0     | 2        | 65       | 1     | 0        | 21    | 19       | 3.09     | 1.25    |
| 2009     | 阪神     | 31    | 0     | 0     | 0     | 0        | 1     | 1     | 0        | 11          | .500  | 121   | 27.2     | 19       | 2           | 20       | 1     | 3        | 35       | 1     | 0        | 11    | 11       | 3.58     | 1.41    |
| MLB：4年 | MLB：4年 | 37    | 4     | 0     | 0     | 0        | 4     | 1     | 0        | 0           | .800  | 271   | 57.2     | 65       | 10          | 41       | 1     | 2        | 30       | 2     | 0        | 52    | 48       | 7.49     | 1.84    |
| NPB：7年 | NPB：7年 | 371   | 0     | 0     | 0     | 0        | 16    | 17    | 47       | 141         | .485  | 1516  | 371.2    | 286      | 21          | 122      | 9     | 22       | 418      | 4     | 0        | 101   | 91       | 2.20     | 1.10    |

### 記録
NPB
- 初登板：2003年3月29日、対横浜ベイスターズ2回戦（横浜スタジアム）、7回裏一死に3番手で救援登板、1回2/3無失点
- 初奪三振：同上、7回裏に佐伯貴弘から空振り三振
- 初セーブ：2003年3月30日、対横浜ベイスターズ3回戦（横浜スタジアム）、7回裏二死に3番手で救援登板・完了、2回1/3無失点
- 初勝利：2003年7月20日、対広島東洋カープ17回戦（阪神甲子園球場）、10回表に4番手で救援登板・完了、2回無失点
- 初ホールド：2005年4月6日、対広島東洋カープ2回戦（広島市民球場）、7回裏二死に4番手で救援登板、1/3回無失点

### 背番号
- 54（1999年 - 2009年）
  - 3（2004年アテネオリンピック）

### 登場曲
- 「Thunderstruck」AC/DC（2003年、2005年 - 2006年）
- 「Across The Nation / The Union」Underground（2004年）
- 「Ladies and Gentleman」Saliva（2007年 - 2008年）
- 「I'm so sick」Flyleaf（2009年）

### 代表歴
- 2004年アテネオリンピックの野球競技・オーストラリア代表